# 奧克漢普頓
奧克漢普頓（Okehampton）是英國英格蘭的一個集鎮和民政教區，位於德文郡西部。奧克漢普頓有人口5,700人。當地有兩所小學。

## 外部連結
- Okehampton Town Council （页面存档备份，存于）
- 中的“Okehampton”
- Bus Timetables （页面存档备份，存于）